# Giovanni Borgonovo
Giovanni Borgonovo (Milano, 26 giugno 1881 – Milano, 21 luglio 1975) è stato un pittore italiano.

## Biografia
Nasce a Milano e frequenta l'Accademia di belle arti di Brera, dove diventa in seguito professore. Ritrattista di grande espressività, si distingue anche come paesaggista di campagne e montagne nei pressi di Milano e della Lombardia. Dipinge dal vero, una natura pacata e sommessa, senza lirismo. 
Dal 1915 al 1920 produce opere divisioniste. Nel 1920 vince il Premio Principe Umberto con il dipinto a olio Tramonto dicembrino nella campagna milanese, che viene acquistato dall’industria Edison.
Nel 1914 e nel 1939 partecipa alla Mostra La Permanente rispettivamente con Tristezza immobile (nevicata) e poi 3 opere. Partecipa all'Esposizione Nazionale di Brera nel 1916 e nel 1922 con Paesaggio e Tramonto sul Lambro.
Nel corso della sua vita partecipa a sei Biennali di Venezia.
Nel suo lavoro rimane esterno a tendenze avanguardistiche di tipo futurista così come ai classicismi da riprodurre, proseguendo sempre con il suo stile.
Muore a 94 anni nel 1975: riposa al Cimitero Maggiore di Milano.
Nel 1998 un suo dipinto viene battuto all'asta da Sotheby's
Le sue opere non hanno mai raggiunto elevate quotazioni, nonostante la sua figura sia in ascesa dopo una recente mostra e anni di oblio.

## Opere
Alcuni suoi dipinti, tre ritratti di benefattori e altre tre opere andate disperse, figurano nelle raccolte d'arte dell'Ospedale Maggiore di Milano.